# Ізотерма Фрейндліха
Ізотерма адсорбції Фройндліха — емпіричне співвідношення між кількістю адсорбованої речовини (x) та концентрацією її в розчині (C) при сталій температурі:
x/m= kC1/n
де m — маса адсорбенту, k та n — емпіричні параметри.
Рівняння справджується при малих концентраціях С. Виведене 1909 року[ким?].